# Hitman (série de jeux vidéo)
Pour les articles homonymes, voir Hitman.
 (indiquez la date de pose grâce au paramètre date).
Hitman est une série de jeux vidéo d'infiltration à la troisième personne créée en 2000 par IO Interactive (devenue une branche d'Eidos Interactive en 2004 puis de Square-Enix à la suite du rachat de Eidos en 2009, puis de nouveau indépendant à partir de 2017), et notamment par Morten Iversen, mettant en scène le tueur à gages 47.
Initialement cantonnée au PC, la série s'est vite étendue au marché des consoles avec des sorties sur GameCube, PlayStation 2, PlayStation 4, Xbox et Xbox 360. Elle a ensuite dépassé le domaine du jeu vidéo en 2007 avec une première adaptation cinématographique et un roman.
En 2009, la série s'était vendue à plus de 8 millions d'exemplaires,.

## Principes
Même si la plupart des éléments du gameplay de la série sont déjà présents dès le premier opus, ces principes sont réellement établis à partir de Hitman 2: Silent Assassin.
Le joueur incarne l'agent 47, un tueur à gages mystérieux travaillant pour la non moins mystérieuse Agence, chargé d'assassiner les cibles que lui désignent ses clients. Avant chaque contrat, le joueur peut choisir l'équipement qu'il désire utiliser pour la mission, même si les contrats peuvent être exécutés uniquement avec le matériel par défaut composé d'une corde à piano qui permet d'étrangler les personnes de dos, et d'une arme de poing avec silencieux (un Silverballer ou un Beretta 92, selon le jeu et la mission). Pour obtenir le meilleur score, le joueur doit parvenir à éliminer uniquement les cibles qu'on lui désigne, et de la manière la plus discrète possible (voire en faisant en sorte que le décès apparaisse comme un accident plutôt qu'un assassinat). Parfois des objectifs annexes, comme voler un objet, sont également demandés.
Le jeu se joue principalement à la troisième personne, même si une vue subjective existe dès le second opus. 47 ne dispose pas d'une palette de mouvement très large. Il peut courir, interagir avec le décor, utiliser une arme, mais ne peut pas sauter ou grimper un mur sauf si un script a été prévu à cet effet.
Les cibles sont toujours bien protégées et se trouvent la plupart du temps dans des zones d'accès restreint. Cependant, chaque niveau propose une ou plusieurs manières de remplir ses objectifs. Pour avancer dans les zones protégées, 47 peut porter un costume en rapport avec le lieu de la mission (livreur de pizza, éboueur, agent de nettoyage, militaire, groom, clown…). Il peut tout aussi bien en trouver dans le niveau (vestiaire, chambre…) ou bien utiliser celui d'une personne neutralisée. Ainsi, la méthode de 47 n'est généralement pas de se faufiler dans l'ombre de ses ennemis, mais plutôt de se fondre parmi eux pour agir en toute discrétion et sans être soupçonné.
Une jauge de discrétion à gauche de l'écran sert à indiquer la « tension » des personnes environnantes, c'est-à-dire la perception qu'ont ces personnes de 47. Plus la jauge se remplit, plus 47 est suspect aux yeux de la personne ; ses faits et gestes sont observés et le joueur a moins de liberté d'action. Lorsque la jauge est pleine, la personne a définitivement identifié 47 comme un ennemi. La jauge se remplit lorsque 47 a un comportement suspect devant certaines personnes, par exemple en courant dans un couloir, en essayant d'entrer dans une zone interdite, ou en s'approchant trop près d'un ennemi. À l'inverse, la jauge peut redescendre si 47 se fait oublier quelques instants.
Lorsque la cible est assassinée, le joueur doit parvenir à s'enfuir en atteignant l'une des sorties du niveau. Un tableau récapitulatif affiche alors les statistiques du joueur (nombre d'alarmes déclenchées, de personnes tuées…), son rang (le plus haut étant silent assassin) et son score total. Dans le quatrième opus, Hitman: Blood Money, plus le joueur a fait un bon score, plus le contrat lui rapporte de l'argent et du nouveau matériel peut être débloqué. L'argent sert ensuite à acheter du nouveau matériel pour les autres missions. Sur l'écran de fin de mission, on trouve un journal qu'il est conseillé de lire car il peut donner de précieuses informations (Y a-t-il eu un témoin ? La police a-t-elle trouvé des indices ? L'arme du crime a-t-elle été identifiée ? etc.) et si le joueur a grillé sa couverture, un portrait robot plus ou moins ressemblant est diffusé. Ainsi, dans les missions suivantes, il sera plus facilement reconnaissable, ce qui lui compliquera la tâche.
Les musiques des jeux sont composées par Jesper Kyd et mélangent des sonorités orchestrales et électroniques.
Le cinquième opus, Hitman: Absolution, rompt avec les principes originaux de la saga : 47 ne doit plus réaliser plusieurs contrats à la suite, indépendamment des uns des autres, mais évolue dans une intrigue où, à la fois recherché par l'Agence, la police et un personnage antagoniste, le but n'est plus de réaliser des assassinats mais de sauver une jeune fille. Si le mécanique de jeu met toujours en exergue les capacités d'assassin du héros et si cet épisode permet de suivre une intrigue plus personnelle (mode de fonctionnement de l'Agence, psychologie de 47), l'aspect linéaire a été critiqué, ce qui a conduit l'éditeur à promettre un retour aux missions de type contrat dans l'épisode suivant, Hitman,.

## Liste des jeux
| 2000 | Hitman : Tueur à gages                      |
| 2001 |                                             |
| 2002 | Hitman 2: Silent Assassin                   |
| 2003 |                                             |
| 2004 | Hitman: Contracts                           |
| 2005 |                                             |
| 2006 | Hitman: Blood Money                         |
| 2007 |                                             |
| 2008 |                                             |
| 2009 |                                             |
| 2010 |                                             |
| 2011 |                                             |
| 2012 | Hitman: Absolution Hitman: Sniper Challenge |
| 2013 |                                             |
| 2014 | Hitman Go                                   |
| 2015 | Hitman: Sniper                              |
| 2016 | Hitman                                      |
| 2017 |                                             |
| 2018 | Hitman 2                                    |
| 2019 |                                             |
| 2020 |                                             |
| 2021 | Hitman 3                                    |

- Hitman : Tueur à gages (Hitman: Codename 47, 2000) : le premier jeu propose un gameplay un peu différent des autres. Si la moitié des missions encourage effectivement à la discrétion, les autres missions nécessitent d'employer la force avec des fusillades à la clé. De plus, le jeu sanctionne les pertes civiles mais il n'est pas possible de tuer uniquement la cible sans se faire repérer (sauf si l'on passe une ou deux heures à l'exploration des cartes les plus grandes pour connaître tous les secrets de l'environnement). La jauge de discrétion n'existe pas encore.
- Hitman 2: Silent Assassin (2002) : cet opus pose véritablement les bases de la série, et se voit gratifié d'un moteur graphique amélioré.
- Hitman: Contracts (2004) : le moteur du précédent jeu a été réutilisé, mais il n'est plus possible de choisir ses armes avant la mission lorsqu'elle est effectuée pour la première fois.
- Hitman: Blood Money (2006) : le jeu reprend le principe de Silent Assassin mais améliore de nombreux points. En plus d'un tout nouveau moteur graphique, beaucoup plus de chemins sont proposés pour abattre une cible. Il devient possible d'améliorer ses armes et son équipement avec l'argent gagné. Un système de notoriété apparait où le joueur doit faire encore plus attention à ne pas se faire trop remarquer sous peine de perdre l'anonymat.
- Hitman: Absolution (2012) : si le principe reste fondamentalement le même, les mécanismes du jeu ont été réinventés et modernisés. Les niveaux sont plus petits, mais plus nombreux, et la jauge de discrétion est remplacée par une barre d'instinct. Un système de score en ligne permet de comparer sa note avec celles de ses amis et des autres joueurs. Il n'est plus possible de choisir ses armes avant les missions et l'épisode, noué autour d'une intrigue, abandonne les « contrats » qui rythmaient les anciens épisodes de la série.
- Hitman (2016)
- Hitman 2 (2018)
- Hitman 3 (2021) : Les trois derniers épisodes font partie d'une trilogie appelée Monde de l'Assassinat (World of Assassination). Le premier était sorti en téléchargement en version épisodique, puis en version complète en 2017.

Une compilation pour PC et PlayStation 2, comprenant Silent Assassin, Contracts et Blood Money, est sorti le 20 juin 2007 en Amérique du Nord et le 22 juin en Europe. Codename 47 n'est pas inclus dans le lot, notamment parce que celui-ci n'est sorti que sur PC. La compilation contient également un disque bonus de Kane and Lynch: Dead Men qui propose un aperçu de l'univers du jeu.
Le 1er février 2013 sort Hitman Trilogie pour Xbox 360 et PlayStation 3, une compilation HD de Silent Assassin, Contracts et Blood Money. Le premier épisode n'est pas inclus car ses mécanismes sont jugés trop datés. Par contre, le mini-jeu Sniper Challenge, qui était disponible en précommande du jeu Hitman Absolution, est inclus.
Il est à noter que plusieurs missions sont des redites des épisodes précédents, notamment dans Contracts, où le moteur graphique amélioré depuis le deuxième épisode de la série donne au joueur la possibilité de réaliser à nouveau des meurtres commis dans le premier épisode, Codename 47. D'autres contrats se répondent les uns les autres : ainsi, une mission de Blood Money (sorti en 2006), se déroule chronologiquement juste avant la dernière mission de Contracts (sorti en 2004).

## Univers

### Trame de fond
La série débute dans les années 2000. Des recherches clandestines sur le clonage, menées entre les années 1960 et 1990 par le Dr Ort-Meyer, ont abouti à la création de dizaines de clones entraînés pour tuer, dont 47. Ces clones n'ont pas de sentiments et sont en tout point supérieurs à un être humain normal, physiquement et intellectuellement.
Parmi eux, 47 est, sans conteste, le plus abouti. Cependant, à la différence de ses semblables, il possède des sentiments humains dont il prend conscience au fil des épisodes. 47 n'est pas une machine à tuer sans âme ni pitié, même s'il le paraît au premier abord.
La plupart des clones créés par Ort-Meyer ne sont jamais rentrés en fonction et ont été éliminés par 47, qui demeure le seul clone parfait et pleinement fonctionnel. Depuis, de nombreuses personnes ont essayé de reproduire le succès d'Ort-Meyer et d'autres clones tueurs ont fait leur apparition, sans jamais égaler les compétences de 47. De son côté, ce dernier a accepté de travailler comme tueur à gages dans une agence de mercenaires (l'ICA officiellement, l'Agence officieusement) dont il est devenu le meilleur élément.
Très peu de gens dans le monde connaissent l'existence de ces clones-assassins mais leurs prouesses en ont fait une légende urbaine qui fait trembler de nombreuses personnes de pouvoir. Aux États-Unis, la question du clonage est de plus au plus au cœur du débat politique.

### Personnages récurrents
- 47 est un tueur à gages créé à partir de l'ADN de cinq des plus dangereux criminels de la planète. Sa création s'inscrit dans le cadre d'un programme de recherche clandestin sur la création d'un être ultime, parmi plusieurs dizaines d'autres clones, programme mené par le Dr Ort-Meyer. 47 est l'aboutissement de ce programme, le clone le plus abouti mais c'est aussi le seul à avoir gardé des sentiments humains. Son nom provient du code-barres tatoué sur sa nuque, 640509-040147, qui reste le seul moyen d'identifier un clone d'un autre. Il est grand, chauve et porte habituellement un costume noir et une cravate rouge.
- Diana Burnwood est l'agent de liaison de 47 avec l'ICA, l'agence de mercenaires clandestine qui l'emploie. Elle communique avec 47 uniquement à distance, sauf lorsque les évènements l'obligent à venir en personne. Son rôle est principalement d'informer 47 sur ses contrats, de lui acheter l'équipement qu'il désire, et de le payer. Son visage demeure inconnu du joueur. À la fin de Blood Money, Diana prend la tête de l'ICA. Dans Absolution, Diana décide de trahir l'agence et de s'enfuir afin de sauver une jeune fille de ses griffes pour qu'elle ne finisse pas comme 47. Celui-ci est chargé de la tuer et de ramener la fille à l'Agence lors de la première mission du jeu.
- L'agent Smith est un agent de la CIA qui a tendance à se faire capturer et emprisonner par les personnes qu'il est chargé d'espionner. Ainsi, l'ICA charge fréquemment 47 de profiter d'une mission pour lui porter secours. Lorsque 47 le libère, Smith est toujours en train d'être torturé en caleçon (aux couleurs du drapeau américain). Smith semble considérer 47 comme un ami, ce qui n'est pas réciproque, 47 le voyant plutôt comme un contretemps et un incapable à force de le sauver sans cesse.

### L'Agence
47 travaille pour une mystérieuse organisation, l’International Contract Agency (ICA), plus connue sous le nom de « l'Agence ». Avec la sortie d’Hitman: Contracts, Eidos dévoile quelques informations sur l'Agence sur le site officiel du jeu.
Il s'agirait d'une organisation fournissant les meilleurs services de mercenaires et d'assassins à toute personne dont le porte-feuille peut suivre. L'origine de sa création remonte à la fin de la Seconde Guerre mondiale. Ses fondateurs auraient travaillés dans la Légion étrangère. Les spécialistes œuvrant pour l'Agence sont contactés par une femme du nom de Diana Burnwood, mais aucun ne l'a rencontrée en personne, au point de parfois remettre en question son existence. Quant au siège de l'organisation, il serait basé quelque part en Europe, bien que l'Agence s'occupe de contrats dans le monde entier. Bureau minuscule ou haut building à la pointe de la technologie, les rumeurs abondent sur ce fameux siège social.
Dans Blood Money, la Franchise (voir ci-dessous) déclare une guerre secrète à l'Agence. Les employés et les tueurs de l'Agence sont tous éliminés, à l'exception de Diana et de 47. Lorsque Alexander Leland Cayne, le leader de la Franchise, est éliminé par 47, Diana reconstruit l'Agence et en devient la directrice. Dans Absolution, Diana, après avoir trahi l'Agence, est la cible du nouveau directeur, Benjamin Travis, assisté d'une jeune femme asiatique, Jade.
Le logo de l'Agence est une parodie de l'ancien symbole du MI5, utilisé jusqu'en 1955. L'inscription « Intelligence » est remplacée par la locution latine Merces letifer, qui peut être traduite par « commerce de la mort ». « I - O - I », lettres présentes aux sommets du triangle, signifient IO Interactive, tandis que les lettres sur le côté de la couronne sont remplacés par D et K pour Danemark (pays d'origine de IO). Sur la couronne est inscrit, « 0 0 7 », petit clin d'œil des développeurs à James Bond. Ironie  du sort, IO Interactive aura l'honneur de développer Project 007 (nom provisoire) dans les années 2020 après avoir lutté pour obtenir les droits. Enfin, un crâne est coiffé par la couronne initiale.

### L'Alpha Zerox
L'Alpha Zerox est une organisation gouvernementale secrète, farouchement opposée à la légalisation du clonage. En réalité, l'Alpha Zerox dirige la Franchise, une agence de mercenaires concurrente de l'ICA. Avant la mort de son président à la fin de Blood Money, la Franchise était dirigée par « Jack » Alexander Leland Cayne, un ancien directeur du FBI. Parmi les tueurs de la Franchise, la section des Crows se démarque particulièrement. En effet, les Crows sont des clones-tueurs créés par la Franchise en s'inspirant des travaux d'Ort-Meyer. Avec moins de succès que ce dernier toutefois, puisque les Crows souffrent de plusieurs défauts, notamment d'albinisme, et d'une courte durée de vie (18 mois). Afin de remédier à ces imperfections, la Franchise convoite l'ADN de 47, seul clone parfait en circulation.
Si l'Alpha Zerox est opposée à ce que le clonage soit autorisé, c'est que l'organisation veut garder cette technologie pour elle seule. Pour cette même raison, la Franchise a essayé d'éliminer l'ICA.

### Providence
Histoire dans les jeux:
Providence est une organisation secrète internationale qui contrôle les organes mondiaux les plus importants comme l’entreprise de robotique Kronstadt ou les laboratoires Ether. Cette organisation a été créée au lendemain de la Seconde Guerre mondiale par trois familles extrêmement influentes et puissantes : les Ingrams, les Carlisles et les Stuyvesants. Ces familles ont créés Providence pour servir leur intérêts. Plus tard, elles recrutent Janus, un espion légendaire du KGB qui devient le Constant, un genre de contrôleur en chef de providence mais dirigé par les trois familles. Dans Hitman World of Assasination, l’ICA répond à des contrats visants des membres de Providence sans le savoir. C’est 47 qui exécute ses missions qui sont (on le découvrira plus tard) commandités par Lucas Grey, un ancien clone du programme d’Ort-Meyer, le numéro 6. Grey s’était lié d’amitié avec 47 mais celui-ci s’est fait effacer la mémoire. À la suite de ces événements, l’ICA découvre que Erich Soders, un membre du conseil d’administration, est un membre de Providence et les a trahis. 47 le tue lui et une avocate aussi membre de Providence. Arthur Edwards, l’actuel Constant contacte l’ICA pour leur demander d’accepter des contrats visant à éliminer les membres de la Milice, le groupe militaire de Grey. S’ensuit plusieurs mission dans ce but puis 47 retrouve Grey et se souvient de lui. Il se promettent de détruire Providence avec l’aide de Diana. Plus tard, les trois dirigeants des familles sont tués mais Grey meurt. Finalement, après s’être fait enlever dans un train, 47 élimine Arthur Edwards, signant en théorie la fin de Providence. Cependant, une fin alternative nous montre 47 s’injectant un sérum amnésique pour redevenir un assassin lambda. Une théorie prétend que 47 aurait déjà perdu face à Providence et l’aurait oublié.

## Produits dérivés
En dehors des jeux vidéo, la série Hitman a également été adaptée au cinéma avec Hitman (2007) et Hitman: Agent 47 (2015) et en roman avec Hitman: Enemy Within (2007) ainsi qu'Hitman: Damnation, un prélude qui a été publié le 30 octobre 2012, en anglais uniquement, où l'histoire se passe entre Hitman: Blood Money, quatrième du nom, et Hitman: Absolution.